# Lista över filosofiska ismer
Det här är en lista över ämnen med anknytning till filosofi som slutar på -ism.
| - absolutism - upplyst absolutism - moralisk absolutism - politisk absolutism - abstraktionism - absurdism - accidentalism - akosmism - agnosticism - agnostisk ateism - stark agnosticism - svag agnosticism - aiheuism - altruism - anarkism - animism - antinatalism - antropocentrism - antropomorfism - antinomianism - anti-realism - apriorism - Aristotelism - neo-Aristotelism - asceticism - ascriptivism - associationalism - ateism - agnostisk ateism - stark ateism - svag ateism - atomism - Social atomism - Logisk atomism - autoritarianism - surrealistisk automatism - behaviorism - buddhism - careerism - Cartesianism - Comtism - cynism - darwinism - dekonstruktionism - defeatism - deism - deontologism - deskriptivism - determinism - historisk determinism - disjunktivism - dogmatism - dualism - substance dualism - dynamism - eklekticism - egalitarianism - egoism - emanationism - emotionalism - emotivism - empiricism - environmentalism - epikurism - epifenomenalism - equalitarianism - essentialism - esteticism - eternalism - etisk egoism - etnocentrism - eudemonism - existentialism - Kristen existentialism - experientialism - experimentalism - expressionism - externalism - extropianism - fallibilism - falsifikationism - fascism - feminism - fatalism - Fenomenal konservatism - fenomenalism - fideism - finalism - formalism - Legal formalism - foundationalism - Freudianism - funktionalism - fysikalism - gnosticism - hedonism - Hegelianism - henoteism - se teism. - Hinduism - historicism - holism - humanism - posthumanism - sekulär humanism - transhumanism - demokratisk transhumanism - religiös humanism - Kristen humanism - Kristen existentiell humanism - hylozoism - idealism - objektiv idealism - Tysk idealism - subjektiv idealism - transcendental idealism - ignosticism - illusionism - immaterialism - immoralism - immortalism - imperativism - incompatibilism - indeterminism - individualism - induktionism - innatism - inductivism - instrumentalism - intellektualism - internalism - intentionalism - interactionism - interpretivism - intrinsicism - intuitionism - irrationalism - irrealism - Islamism - Jainism - Judaism - Kantianism - kapitalism - anarko-kapitalism - kathenoteism - klassicism - kollektivism - kommunalism - kommunism' - konceptualism - konkretism - Konfucianism - Neo-Konfucianism - Ny Konfucianism - konventionalism - konstruktivism - kognitivism - koherentism - kommunitarianism - kompatibilism - konsekventialism - kontextualism - konsumerism - kosmoteism - kreationism - Day-age kreationism - Evolutionär kreationism - Gap kreationism - Gammal Jord kreationism - Ung Jord kreationism - Kristianism | - legalism - liberalism - libertarianism - logisk determinism - logisk positivism - logicism - Manikeism - Marxism - neo-Marxism - materialism - Kristen materialism - dialektisk materialism - historisk materialism - eliminativ materialism - emergent materialism - evolutionär materialism - Fransk materialism - reduktiv materialism - Reduktionism - mekanicism - musicism - mentalism - meliorism - modernism - monism - monistisk teism - se teism. - monolatrism - monoteism - se teism. - moralisk absolutism - moralisk realism - moralisk relativism - moralisk skepticism - moralisk universalism - mysticism - natalism - nativism - psykologisk nativism - naturalism - humanistisk naturalism - necessitarianism - nihilism - nominalism - non-cognitivism - nonteism - objektivism - neo-objectivism - ockasionalism - ontologism - operationalism - optimism - organicism - orientalism - pacifism - pandeism - se deism och panteism. - panendeism - panenteism - se teism. - panpsykism - panteism - se teism. - particularism - perfektionism - personalism - perspektivism - pessimism - Platonism - nyplatonism - Pluralism - polylogism - polyteism - se teism. - positivism - postmodernism - pragmatism - preskriptivism - probabilism - psykologisk egoism - psykologism - Pyrrhonism - Pythagoreanism - Randianism - objektivism. - rationalism - kritisk rationalism - pankritisk rationalism - rationalist movement - realism - moral realism - Platonsk realism - rekonstructivism - reduktionism - ontologisk reduktionism - Metodologisk reduktionism - teoretisk reduktionism - vetenskaplig reduktionism - lingvistisk reduktionism - greedy reduktionism - analytisk reduktionism - relationalism - relativism - moral relativism - linguistisk relativism - methodologisk relativism - reliabilism - representationalism - romanticism - skolastik - scientism - Scotism - secularism - Sikhism - sensualism - singularitarianism - situationalism - skepticism - Pyrrhonian skepticism - Socialdarwinism - socialism - Sokraticism - solipsism - Sofism - spiritualism - Spinozism - statism - Stoicism - strukturalism - poststrukturalism - subjektivism - substance monotheism - se teism. - substantialism - surrealism - symbolism - syndikalism - synkretism - Taoism - teleologism - teism - monoteism - deism - cosmoteism - synonym för panteism. - monistisk teism - panteism - panenteism - substance monoteism - transteism - polyteism - henoteism - klassisk teism - öppen teism - filosofisk teism - teologisk noncognitivism - Thomism - totalitarianism - transcendental idealism - transcendentalism - - transteism - se teism. - Tykism - universalism - utilitarism - utopianism - värdepluralism - verifikationism - vitalism - voluntarism - voluntaryism - Zenbuddhism - Zoroastrianism |